# Cromossoma 9

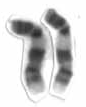
Par de cromossoma 9

O cromossoma 9 é um dos 23 pares de cromossomas do cariótipo humano.

## Genes
| Gene             | Descrição                                                                                        |
| ---------------- | ------------------------------------------------------------------------------------------------ |
| ABO              | ABO histo-blood group glycosyltransferases                                                       |
| ADAMTS13         | ADAM metallopeptidase with thrombospondin type 1 motif, 13                                       |
| ALAD             | aminolevulinate, delta-, dehydratase                                                             |
| ALS4             | amyotrophic lateral sclerosis 4                                                                  |
| ASS              | argininosuccinate synthetase                                                                     |
| CCL21            | chemokine (C-C motif) ligand 21, SCYA21                                                          |
| CCL27            | chemokine (C-C motif) ligand 27, SCYA27                                                          |
| COL5A1           | collagen, type V, alpha 1                                                                        |
| ENG              | endoglin (Osler-Rendu-Weber syndrome 1)                                                          |
| FXN              | frataxin                                                                                         |
| GALT             | galactose-1-phosphate uridylyltransferase                                                        |
| GLE1L            |                                                                                                  |
| Nucleoporin GLE1 |                                                                                                  |
| GRHPR            | glyoxylate redasductase/hydroxypyruvate reductase                                                |
| IKBKAP           | inhibitor of kappa light polypeptide gene enhancer in B-cells, kinase complex-associated protein |
| TGFBR1           | transforming growth factor beta, receptor type I                                                 |
| TMC1             | transmembrane channel-like 1                                                                     |
| TSC1             | tuberous sclerosis 1                                                                             |

## Doenças
- Galactosemia